# Backenstein
Der Backenstein ist ein 1772 m ü. A. hoher Berg im Toten Gebirge in Österreich. Der rund 1000 Meter über dem Grundlsee aufragende Berg mit seiner markanten, rund 600 Meter hohen Felswand gilt als Hausberg der Gemeinde Grundlsee.

## Zustieg zum Gipfel
Vom Grundlseer Ortszentrum (732 m) über den markierten Almbergweg (Weg Nr. 235) Richtung Albert-Appel-Haus zum Backensteinsattel (1600 m) und von dort über den markierten Weg Nr. 236 zum Gipfel auf 1772 m. Gehzeit rund drei Stunden.
Das Gipfelkreuz des Berges befindet sich rund 250 m südlich des Gipfels.